# Parènquima en palissada

Diagrama de l'estructura interna d'una fulla

El parènquima en palissada és un teixit vegetal que es troba a les fulles de les plantes superiors per sota de l'epidermis superior. Les cèl·lules en palissada són cèl·lules que es troben dins del mesofil·le de les plantes dicotiledònies, contenen cloroplasts.
Consta de cèl·lules cilíndriques i allargades, la forma cilíndrica de les cèl·lules en palissada permet que els cloroplasts absorbeixin una gran quantitat de llum. Aquest teixit es fa servir principalment per a la fotosíntesi. Per sota del mesofil·le en palissada hi ha les cèl·lules del mesofil·le esponjós, les quals tenen forma irregular i amb molts espais intercel·lulars per a permetre el pas de gasos, com la captura de diòxid de carboni per a poder fer la fotosintesi. Les cèl·lules estan disposades en el parènquima en palissada no només en una filera, sinó també en la suoerfície. En aquest tipus de teixit són rars els espais intercel·lulars. El parènquima en palissada té una gran superfície per tal d'absorbir més llum durant la fotosíntesi. Això fa que la fotosíntesi es faciliti i la planta pugui produir més energia química.
Les fulles que estan sovint exposades al sol (anomenades fulles de sol) tenen un parènquima en palissada de moltes capes, mentre que les fulles d'ombra normalment només disposen d'una capa, per tant les cèl·lues del parènquima esponjós també fan servir la llum de baixa intensitat.